# Epigelasma lutea
Epigelasma lutea är en fjärilsart som beskrevs av Pierre E.L. Viette 1970. Epigelasma lutea ingår i släktet Epigelasma och familjen mätare. Inga underarter finns listade i Catalogue of Life.